# Ozola incompleta
Ozola incompleta là một loài bướm đêm trong họ Geometridae.